# Iki (esthétique)
Pour les articles homonymes, voir Iki.

Une coiffure dont quelques mèches sont défaites, la coupe d'un kimono qui dégage la nuque poudrée et suggère un passage vers la chair, le motif rayé de son tissu qui exprime la dualité propre à l'attirance, ou la couleur froide de ce dernier qui persiste dans le crépuscule de l'âme, sont des expressions de l'iki.

L'iki (粋 ou 意気) est une notion d'esthétique japonaise, définissant un idéal de sophistication naturelle. Elle est née durant le XVIIIe siècle, parmi les chōnin, une classe sociale comportant notamment des marchands et des artisans. Elle met en avant un certain détachement, une forme d'élégance, le charme de la discrétion, le sens de l'urbanité, une préférence pour l'ombre, l'amour des couleurs sobres et le goût des saveurs âpres.

## Définition
L'iki est un idéal esthétique conçu par la bourgeoisie de l'époque d'Edo (1603-1868), les chōnin notamment, qui s'est épanoui dans les quartiers de plaisir et auquel aspirent les geishas. L'anthropologue Liza Dalby le décrit ainsi : « Le but à atteindre était l'élégance naturelle. Outre ce refus de la vulgarité, le vrai style iki contenait une part d'audace et de non-conformisme. L'iki implique aussi la sincérité, mais une sincérité sophistiquée et non la franchise aveugle de la jeunesse, de l'ardeur et de l'inexpérience. […] Être iki voulait dire être sophistiqué sans être hypocrite, pur mais sans naïveté. »
L'iki, qui s'écrit sous forme de sinogrammes « 粋 » ou « 意気 » (« élégance », « raffinement »), désigne une sensibilité qui cultive l'urbanité, le raffinement discret et rejette le conformisme, la morgue guerrière et le pédantisme. L'état d'esprit iki correspond à l'ouverture d'esprit qui rend connaisseur de ce qui est raffiné et sophistiqué. Il se concrétise, en particulier, par une recherche de sophistication dans la façon de se vêtir — le violet est la couleur iki, par excellence — et d'élaborer son attrait sexuel.
Un objet ou un événement iki est simple, improvisé, direct, mesuré, temporaire ou éphémère, romantique, original, raffiné, discret, etc. Une personne ou action iki est audacieuse, chic et raffinée, spontanée, nonchalante, calme, vaguement indifférente, ouverte d'esprit, jolie mais sans le chercher, ouverte, mesurée, etc. À l'inverse, elle ne peut pas être parfaite, artistique, compliquée, trop jolie ou appliquée, bavarde, ni kawaii (« adorable »).
Alors que d'autres notions d'esthétique, comme le wabi-sabi, ont perdu presque toute influence dans le Japon moderne, le terme iki reste couramment employé dans les conversations ou les médias. Dans cette acception contemporaine, iki est à rapprocher des notions occidentales de « cool » ou « classe », dont il se distingue toutefois.
La notion d'iki peut être utilisée dans de très nombreuses circonstances, mais elle s'applique particulièrement aux personnes (à leur personnalité et à leurs actions), aux situations, à l'architecture, à la mode ou au design. Elle est toujours en rapport avec une personne ou quelque chose qu'elle a créé ou voulu. L'iki ne se retrouve pas dans la nature proprement dite, mais peut se trouver dans l'acte d'observation et d'appréciation de la nature.
L'écrivain japonais contemporain qui représente au mieux la notion d'iki est probablement Haruki Murakami, qui écrit de manière fraîche, directe et originale sur des situations liées au quotidien. À l'opposé, Yasunari Kawabata s'inscrit dans la tradition wabi-sabi.
Dans le Kansai, l'idéal esthétique de sui est dominant. Proche mais distinct d'iki, sui est représenté par le même kanji, 粋,.
Les observateurs étrangers peu familiers avec la culture japonaise confondent parfois l'iki avec « tout ce qui est japonais », négligeant ainsi les conditions spécifiques qui font qu'un objet ou une personne est iki. Par exemple, les samouraïs ne sont pas iki.

## Origines et historique
L'iki est issu du « monde flottant », les quartiers de plaisir du temps d'Edo (ancienne Tōkyō), tels que Yoshiwara. Il se forme et se développe au XVIIIe siècle. Son ancrage culturel s'affermit durant les trois premières décennies du XIXe siècle,.

### Introduction en Europe
La notion d'iki est au centre du Dialogue avec un Japonais de Martin Heidegger. Elle est traduite par « la silencieuse paix du ravissement ». L'interlocuteur japonais mentionné est le professeur Tezuka Tomio. L'entretien fait allusion au philosophe japonais Kuki Shūzō. Fils d'un haut fonctionnaire japonais et d'une geisha de Kyōto, Shūzō voyage de 1921 à 1929 en Europe. Après avoir suivi les cours d'Heidegger, il se rend à Paris où il suit entre autres les cours de Bergson, rencontre Jean-Paul Sartre qu'il initie à la pensée du maître allemand et s'éprend du dandysme baudelairien. Rentré au Japon, il est chargé de la nouvelle chaire de philosophie française de l'université de Kyōto. « L'iki est l'image négative persistante qui accompagne une expérience brillante », selon la traduction en forme de définition qu'en donne le Japonais.

## Tsūetyabo
L'idéal de tsū (通) décrit une personne raffinée, cultivée, sans solennité extrême .
Iki et tsū sont parfois synonymes, mais tsū ne s'applique que pour une personne, alors qu'iki peut aussi s'appliquer à une situation ou un objet. L'idée de raffinement exprimée par ces deux notions est de nature informelle. Le tsū peut parfois comporter une part d'obsession et de pédanterie culturelle absente dans l'iki. Par exemple, tsū peut s'appliquer à une personne qui sait tout de l'art d'apprécier une forme de cuisine japonaise (comme les sushis, les tempuras ou les soba). Le tsū fait plus appel à des connaissances que l'iki, qui est plutôt un comportement. Ainsi, le tsū peut se transmettre plus facilement, par l'intermédiaire de conseils, astuces ou « tuyaux ». Par conséquent, le tsū est parfois superficiel du point de vue iki, puisque l'iki ne peut pas s'obtenir par un simple apprentissage de connaissances.
Le yabo (野暮) est un contraire du iki : un manque de sophistication. Le busui (無粋, littéralement « non-sui » ou « non-iki ») est synonyme du yabo. Le yabo est grossier, vulgaire, outrancier, tape-à-l'œil, bruyant et mal élevé,. La notion est proche du « beauf » ou du « péquenot » dans le vernaculaire français.